# NGC 411
NGC 411 est un amas ouvert du Petit Nuage de Magellan situé dans la constellation du Toucan. NGC 411 a été découvert par l'astronome écossais James Dunlop en 1826.
L'âge de NGC 411 est estimé à (1,45 ± 0,05) milliard d'années, sa métallicité à -0,66 [Fe/H], sa masse est égale à 0,30+0,01
−0,13 x 105 {\displaystyle M_{\odot }} et finalement sa luminosité est de 0,80+0,10

L'amas ouvert NGC 411 par le télescope spatial Hubble. (ESA/Hubble & NASA)

−0,08 x 105 {\displaystyle L_{\odot }}.